# Ormosbánya
Ormosbánya là một thị trấn thuộc hạt Borsod-Abaúj-Zemplén, Hungary. Thị trấn này có diện tích 7,55 km², dân số năm 2010 là 1729 người, mật độ 229 người/km².